# قوة فرويد – كريلوف
في ميكانيكا الموائع قوة فرويد – كريلوف (بالإنجليزي: Froude–Krylov force) هي قوة ديناميكية ناتجة من تغير الضغط بواسطة الموجات المستقرة .

## صيغته
يمكن حساب قوة فرويد – كريلوف من الصيغة التالية :
{\displaystyle {\vec {F}}_{FK}=-\iint _{S_{w}}p~{\vec {n}}~ds,}
حيث أن :
- {\displaystyle {\vec {F}}_{FK}}قوة فرويد – كريلوف ,
- {\displaystyle S_{w}} سطح مبلل لجسم عائم,
- {\displaystyle p} ضغط الموجات المستقرة

وفي الحالات البسيطة :
{\displaystyle F_{FK}=A\cdot p_{dyn}}
ولحساب الضغط بالقرب من السطح {\displaystyle p_{dyn}}
{\displaystyle p_{dyn}=\rho \cdot g\cdot H/2}
حيث أن :
- {\displaystyle \rho } كثافة مياه البحر ( 1030 kg/m³)
- {\displaystyle g} ثابت الجاذبية(9,81 m/s²)
- {\displaystyle H} ارتفاع الموجة